# Kathagen
Kathagen (Limburgs: Kathage) is een buurtschap in de gemeente Beekdaelen gelegen tussen de plaatsen Nuth en Vaesrade in de Nederlandse provincie Limburg. De buurtschap ligt in het Geleenbeekdal aan de provinciale weg N298 en de Geleenbeek. De zuidelijke rand van Kathagen langs het spoor van Sittard naar Heerlen is sinds midden vorige eeuw industrieel ontwikkeld en thans een bedrijventerrein.

## Geschiedenis
Kathagen wordt reeds in de 15e eeuw genoemd. In 1474 wordt melding gemaakt van de overtocht door het leger van Karel de Stoute van de Geleenbeek te Kathagen, voorafgaand aan het beleg van de stad Neuss. De molen van Kathagen wordt in 1480 vermeld als een leen van het Munster te Aken. De galg en openbare strafplaats van de heerlijkheid Nuth (1626-1794) bevond zich te Kathagen waar in 1793 het laatste vonnis werd voltrokken. Van 1794 tot 1821 behoorde Kathagen tot de gemeente Hoensbroek grenzend aan Schinnen waardoor er geen gezamenlijke grens was tussen de, in die tijd, zelfstandige gemeenten Vaesrade en Nuth. Bij de gemeentelijke herindeling van 1821, waarbij Vaesrade en Nuth samengingen, werd naast de administratieve verbinding ook een verbinding van het grondgebied gerealiseerd: Kathagen en een smalle strook grond langs de verbindingsweg (de huidige provinciale weg N298) werd toegevoegd aan de nieuwe gemeente waardoor een corridor ontstond tussen Nuth en Vaesrade. Het duurde overigens tot 1866 voor alle met deze grondruil gemoeide geschillen tussen Nuth en Hoensbroek door de Raad van State werden beslecht. Bij de gemeentelijke herindeling van 1982 werd deze smalle verbinding verbreed door het Kathagerbroek van de gemeente Hoensbroek (die toen opging in de gemeente Heerlen) toe te voegen aan de gemeente Nuth.

## Kathagerbroek
Het Kathagerbroek, ook bekend als Kathagerbeemden, is een broeklandschap aan de Geleenbeek. In 1990 werd het aangewezen als beschermd natuurmonument. Deze bescherming is inmiddels vervallen en vervangen door een aanwijzing als Vogelrichtlijngebied/Natura 2000-gebied (Geleenbeekdal) onder de Natuurbeschermingswet 1998.

## Kathagermolen
De Kathagermolen ligt aan de Geleenbeek nabij de provinciale weg N298. In 1854 werd de watermolen, bestaande uit drie koppels maalstenen, nog aangedreven door een middenslagrad met een doorsnede van 5 meter en een breedte van 54 centimeter. In 1890 werd het middenslagrad vervangen door een turbine. Na verkoop van het stuwrecht en demping van de molentak in de Geleenbeek werd de molen elektrisch aangedreven. Hoewel de inrichting en de molenvijver nog aanwezig is, is de molen sinds 1960 niet meer maalvaardig.
De molen werd voor het eerst genoemd als leen van het Munster te Aken. In de 16e eeuw was de molen bezit van de familie Huyn van Amstenrade en behoorde tot de laathof Ter Weijer. Begin 19e eeuw was de molen eigendom van de familie De Marchant et d'Ansembourg, uit Amstenrade en kwam in 1866 in bezit kwam van de familie Ackermans. Met de gemeentelijke herindeling van 1982 kwam de Kathagermolen, tot dan behorend tot Hoensbroek, binnen de voormalige gemeente Nuth te liggen.